# Artjom Dzjoeba
Artjom Sergejevitsj Dzjoeba (Russisch: Артём Сергеевич Дзюба) (Moskou, 22 augustus 1988) is een Russisch voetballer die doorgaans als aanvaller speelt. Hij verruilde medio 2022 FK Zenit Sint-Petersburg voor Adana Demirspor. Dzjoeba debuteerde in 2011 in het Russisch voetbalelftal.

## Clubcarrière
Dzjoeba komt uit de jeugdopleiding van Spartak Moskou. Hij debuteerde in 2006 in het bekertoernooi tegen FK Oeral. Hij viel vijf minuten voor tijd in voor Roman Pavljoetsjenko. Hij maakte zijn debuut in de Premjer-Liga tegen FK Satoern. In 2007 maakte Dzjoeba zijn eerste competitiedoelpunt tegen Tom Tomsk. In 2009 en 2010 werd hij uitgeleend aan Tom Tomsk, waar hij dertien doelpunten maakte in 34 competitiewedstrijden. In de seizoenen 2013/14 en 2014/15 verhuurde Spartak Moskou hem tweemaal aan FK Rostov; in het eerstgenoemde seizoen maakte Dzjoeba in 28 competitieduels 17 doelpunten. Dzjoeba maakte in juli 2015 transfervrij de overstap naar Zenit Sint-Petersburg, waarvoor hij op 19 juli 2015 tegen Dinamo Moskou zijn eerste wedstrijd speelde. Dzjoeba maakte in zijn eerste seizoen bij Zenit vijftien doelpunten in dertig competitiewedstrijden.

## Clubstatistieken
| Seizoen | Club                  | Competitie   | Wed. | Doelp. |
| ------- | --------------------- | ------------ | ---- | ------ |
| 2006    | Spartak Moskou        | Premjer Liga | 5    | 0      |
| 2007    | Spartak Moskou        | Premjer Liga | 16   | 1      |
| 2008    | Spartak Moskou        | Premjer Liga | 16   | 1      |
| 2009    | Spartak Moskou        | Premjer Liga | 8    | 2      |
| 2009    | → Tom Tomsk           | Premjer Liga | 10   | 3      |
| 2010    | Spartak Moskou        | Premjer Liga | 2    | 0      |
| 2010    | → Tom Tomsk           | Premjer Liga | 24   | 10     |
| 2011/12 | Spartak Moskou        | Premjer Liga | 41   | 11     |
| 2012/13 | Spartak Moskou        | Premjer Liga | 25   | 4      |
| 2013/14 | → FK Rostov           | Premjer Liga | 28   | 17     |
| 2014/15 | Spartak Moskou        | Premjer Liga | 13   | 7      |
| 2014/15 | → FK Rostov           | Premjer Liga | 11   | 1      |
| 2015/16 | Zenit Sint-Petersburg | Premjer Liga | 30   | 15     |
| 2016/17 | Zenit Sint-Petersburg | Premjer Liga | 26   | 13     |
| 2017/18 | Zenit Sint-Petersburg | Premjer Liga | 15   | 1      |
| 2017/18 | → FK Arsenal Toela    | Premjer Liga | 10   | 6      |
| 2018/19 | Zenit Sint-Petersburg | Premjer Liga | 27   | 8      |
| 2019/20 | Zenit Sint-Petersburg | Premjer Liga | 12   | 5      |
| Totaal  | Totaal                | Totaal       | 319  | 105    |

## Interlandcarrière
Dzjoeba debuteerde op 11 november 2011 voor Rusland in een vriendschappelijke wedstrijd tegen Griekenland. Hij behoorde tot de voorselectie voor het Europees kampioenschap voetbal 2012 in Polen en Oekraïne, maar werd niet geselecteerd voor het eindtoernooi. In het seizoen 2014/15 was Dzyuba een vaste waarde in het Russisch voetbalelftal; hij speelde zes interlands en maakte tweemaal een doelpunt.
Op 8 september 2015 maakte hij vier doelpunten in de EK-kwalificatiewedstrijd in en tegen Liechtenstein, die met een eindstand van 0–7 de grootste overwinning in de historie van het nationaal elftal van Rusland werd. Naast Dzjoeba waren ook Aleksandr Kokorin, Fjodor Smolov en Alan Dzagojev trefzeker.
Op 21 mei 2016 werd Dzjoeba opgenomen in de Russische selectie voor het Europees kampioenschap voetbal 2016 in Frankrijk. Daar werd de selectie onder leiding van bondscoach Leonid Sloetski in de groepsfase uitgeschakeld na een gelijkspel tegen Engeland (1–1) en nederlagen tegen Slowakije (1–2) en Wales (0–3). Vanwege een knieblessure moest hij zich begin juni bij bondscoach Stanislav Tsjertsjesov afmelden voor het toernooi om de FIFA Confederations Cup 2017 in eigen land.
Dzjoeba werd in mei 2018 door bondscoach Tsjertsjesov opgenomen in de definitieve selectie van Rusland voor het wereldkampioenschap in eigen land.
In maart 2022 vroeg Dzjoeba aan bondscoach Valeri Karpin om hem niet op te roepen voor een stage met het nationaal team wegens de Russische invasie van Oekraïne, waar hij veel familie heeft wonen.
| Interlands van Artjom Dzjoeba voor Rusland | Interlands van Artjom Dzjoeba voor Rusland | Interlands van Artjom Dzjoeba voor Rusland | Interlands van Artjom Dzjoeba voor Rusland | Interlands van Artjom Dzjoeba voor Rusland | Interlands van Artjom Dzjoeba voor Rusland | Interlands van Artjom Dzjoeba voor Rusland |
| №                                          | Datum                                      | Wedstrijd                                  | Uitslag                                    | Competitie                                 | Goals                                      |                                            |
| Als speler bij Spartak Moskou              | Als speler bij Spartak Moskou              | Als speler bij Spartak Moskou              | Als speler bij Spartak Moskou              | Als speler bij Spartak Moskou              | Als speler bij Spartak Moskou              | Als speler bij Spartak Moskou              |
| ------------------------------------------ | ------------------------------------------ | ------------------------------------------ | ------------------------------------------ | ------------------------------------------ | ------------------------------------------ | ------------------------------------------ |
| 1.                                         | 11 november 2011                           | Griekenland – Rusland                      | 1 – 1                                      | Vriendschappelijk                          |                                            |                                            |
| 2.                                         | 14 november 2012                           | Rusland – Verenigde Staten                 | 2 – 2                                      | Vriendschappelijk                          |                                            |                                            |
| Als speler bij FK Rostov                   |                                            |                                            |                                            |                                            |                                            |                                            |
| 3.                                         | 14 augustus 2013                           | Noord-Ierland – Rusland                    | 1 – 0                                      | Vriendschappelijk                          |                                            |                                            |
| Als speler bij Spartak Moskou              |                                            |                                            |                                            |                                            |                                            |                                            |
| 4.                                         | 8 september 2014                           | Rusland – Liechtenstein                    | 4 – 0                                      | Kwalificatie EK 2016                       | 65'                                        |                                            |
| 5.                                         | 9 oktober 2014                             | Zweden – Rusland                           | 1 – 1                                      | Kwalificatie EK 2016                       |                                            |                                            |
| 6.                                         | 12 oktober 2014                            | Rusland – Moldavië                         | 1 – 1                                      | Kwalificatie EK 2016                       | 73' (pen.)                                 |                                            |
| 7.                                         | 15 november 2014                           | Oostenrijk – Rusland                       | 1 – 0                                      | Kwalificatie EK 2016                       |                                            |                                            |
| 8.                                         | 18 november 2014                           | Hongarije – Rusland                        | 1 – 2                                      | Vriendschappelijk                          |                                            |                                            |
| Als speler bij FK Rostov                   |                                            |                                            |                                            |                                            |                                            |                                            |
| 9.                                         | 31 maart 2015                              | Rusland – Kazachstan                       | 0 – 0                                      | Vriendschappelijk                          |                                            |                                            |
| Als speler bij FK Zenit Sint-Petersburg    |                                            |                                            |                                            |                                            |                                            |                                            |
| 10.                                        | 5 september 2015                           | Rusland – Zweden                           | 1 – 0                                      | Kwalificatie EK 2016                       | 38'                                        |                                            |
| 11.                                        | 8 september 2015                           | Liechtenstein – Rusland                    | 0 – 7                                      | Kwalificatie EK 2016                       | 21', 45', 73', 90'                         |                                            |
| 12.                                        | 9 oktober 2015                             | Moldavië – Rusland                         | 1 – 2                                      | Kwalificatie EK 2016                       | 78'                                        |                                            |
| 13.                                        | 12 oktober 2015                            | Rusland – Montenegro                       | 2 – 0                                      | Kwalificatie EK 2016                       |                                            |                                            |
| 14.                                        | 14 november 2015                           | Rusland – Portugal                         | 1 – 0                                      | Vriendschappelijk                          |                                            |                                            |
| 15.                                        | 17 november 2015                           | Rusland – Kroatië                          | 1 – 3                                      | Vriendschappelijk                          |                                            |                                            |
| 16.                                        | 29 maart 2016                              | Frankrijk – Rusland                        | 4 – 2                                      | Vriendschappelijk                          |                                            |                                            |
| 17.                                        | 1 juni 2016                                | Tsjechië – Rusland                         | 2 – 1                                      | Vriendschappelijk                          |                                            |                                            |
| 18.                                        | 5 juni 2016                                | Rusland – Servië                           | 1 – 1                                      | Vriendschappelijk                          | 85'                                        |                                            |
| 19.                                        | 11 juni 2016                               | Engeland – Rusland                         | 1 – 1                                      | EK 2016                                    |                                            |                                            |
| 20.                                        | 15 juni 2016                               | Rusland – Slowakije                        | 1 – 2                                      | EK 2016                                    |                                            |                                            |
| 21.                                        | 20 juni 2016                               | Rusland – Wales                            | 0 – 3                                      | EK 2016                                    |                                            |                                            |
| 22.                                        | 9 oktober 2016                             | Rusland – Costa Rica                       | 3 – 4                                      | Vriendschappelijk                          | 48', 61'                                   |                                            |
| 23.                                        | 30 mei 2018                                | Oostenrijk – Rusland                       | 1 – 0                                      | Vriendschappelijk                          |                                            |                                            |
| 24.                                        | 14 juni 2018                               | Rusland – Saoedi-Arabië                    | 5 – 0                                      | WK 2018                                    | 71'                                        |                                            |
| 25.                                        | 19 juni 2018                               | Rusland – Egypte                           | 3 – 1                                      | WK 2018                                    | 62'                                        |                                            |
| 26.                                        | 25 juni 2018                               | Uruguay – Rusland                          | 3 – 0                                      | WK 2018                                    |                                            |                                            |
| 27.                                        | 1 juli 2018                                | Spanje – Rusland                           | 1 – 1 w.n.s.                               | WK 2018                                    | 41' (pen.)                                 |                                            |
| 28.                                        | 7 juli 2018                                | Rusland – Kroatië                          | 2 – 2 v.n.s.                               | WK 2018                                    |                                            |                                            |
| 29.                                        | 7 september 2018                           | Turkije – Rusland                          | 1 – 2                                      | UEFA Nations League                        | 49'                                        |                                            |
| 30.                                        | 11 oktober 2018                            | Rusland – Zweden                           | 0 – 0                                      | UEFA Nations League                        |                                            |                                            |
| 31.                                        | 14 oktober 2018                            | Rusland – Turkije                          | 2 – 0                                      | UEFA Nations League                        |                                            |                                            |
| 32.                                        | 20 november 2018                           | Zweden – Rusland                           | 2 – 0                                      | UEFA Nations League                        |                                            |                                            |

Bijgewerkt op 12 juli 2018.
1 Akinfejev ·
2 Sjisjkin ·
3 Smolnikov ·
4 Ignasjevitsj ·
5 Neustädter ·
6 Aleksej Berezoetski ·
7 Joesoepov ·
8 Gloesjakov ·
9 Kokorin ·
10 Smolov ·
11 Mamajev ·
12 Lodygin ·
13 Golovin ·
14 Vasili Berezoetski ·
15 Sjirokov  ·
16 Guilherme Marinato ·
17 Sjatov ·
18 Ivanov ·
19 Samedov ·
20 Torbinski ·
21 Sjtsjennikov ·
22 Dzjoeba ·
23 Kombarov ·
Coach: Sloetski
1 Akinfejev ·
2 Fernandes ·
3 Koetepov ·
4 Ignasjevitsj ·
5 Semjonov ·
6 Tsjerysjev ·
7 Koezjajev ·
8 Gazinski ·
9 Dzagojev ·
10 Smolov ·
11 Zobnin ·
12 Loenjov ·
13 Koedrjasjov ·
14 Granat ·
15 Aleksej Mirantsjoek ·
16 Anton Mirantsjoek ·
17 Golovin ·
18 Zjirkov ·
19 Samedov ·
20 Jerochin ·
21 Sjtsjennikov ·
22 Dzjoeba ·
23 Smolnikov ·
Coach: Tsjertsjesov
1 Sjoenin ·
2 Fernandes ·
3 Divejev ·
4 Karavajev ·
5 Semjonov ·
6 Tsjerysjev ·
7 Ozdojev ·
8 Barinov ·
9 Sobolev ·
10 Zabolotni ·
11 Zobnin ·
12 Djoepin ·
13 Koedrjasjov ·
14 Dzjikija ·
15 Mirantsjoek ·
16 Safonov ·
17 Golovin ·
18 Zjirkov ·
19 Zjemaletdinov ·
20 Ionov ·
21 Fomin ·
22 Dzjoeba  ·
23 Koezjajev ·
24 Jevgenjev ·
25 Makarov ·
26 Moechin ·
Coach: Tsjertsjesov